# الشرعية (قانون الأسرة)
الشرعية، في القانون العام الغربي التقليدي، هي وضع الطفل المولود لوالدين متزوجين قانونيًا من بعضهما البعض، والطفل الذي تم الحمل به قبل أن يحصل الوالدان على الطلاق القانوني. وعلى العكس من ذلك، فإن عدم الشرعية، والمعروف أيضًا باسم اللقيط، كان وضع الطفل المولود خارج نطاق الزواج، مثل هذا الطفل يُعرف باسم اللقيط، أو طفل الحب، أو الطفل الطبيعي، أو غير الشرعي. في القانون الاسكتلندي، تحمل مصطلحا الابن الطبيعي والابنة الطبيعية نفس الدلالات.
لقد تراجعت أهمية الشرعية بشكل كبير في الدول الغربية المتقدمة منذ الثورة الجنسية في الستينيات والسبعينيات من القرن العشرين وتراجع نفوذ الكنائس المسيحية، وخاصة الكنائس الكاثوليكية والأنجليكانية واللوثرية، في الحياة الأسرية والاجتماعية.
أشار تقرير صادر عن مراكز السيطرة على الأمراض والوقاية منها في عام 2009 إلى أنه في عام 2007، حدثت نسبة كبيرة من الولادات في الولايات المتحدة والعديد من الدول الأوروبية خارج إطار الزواج.

## القانون
نص قانون ميرتون [الإنجليزية] الإنجليزي (1235) فيما يتعلق بالطفل غير الشرعي على: «إنه ابن غير شرعي يولد قبل زواج والديه». وينطبق هذا التعريف أيضًا على المواقف التي لا يستطيع فيها والدا الطفل الزواج، كما هو الحال عندما يكون أحدهما أو كلاهما متزوجين بالفعل أو عندما تكون العلاقة سفاح القربى.
كان قانون الفقراء لعام 1575 يشكل الأساس لقانون الولد غير الشرعي الإنجليزي. وكان الغرض منه معاقبة أم الطفل غير الشرعي وأبيه المفترض، وإعفاء الرعية من تكاليف إعالة الأم والطفل. «بموجب قانون صادر عام 1576 (18 إليزابيث ج. 3)، صدر أمر بإعالة الولد غير الشرعي من قبل آبائه المفترضين، على الرغم من أن أوامر الولد غير الشرعي في جلسات الربع تعود إلى ما قبل هذا التاريخ. وإذا أمكن العثور على الوالد، فإنه يتعرض لضغوط شديدة لقبول المسؤولية وإعالة الطفل».
بموجب القانون الإنجليزي، لا يحق للولد غير الشرعي أن يرث الممتلكات العقارية ولا يمكن إضفاء الشرعية عليها من خلال زواج الأب من الأم. كان هناك استثناء واحد: عندما يتزوج والده لاحقًا من والدته، ويتولى ابن غير شرعي أكبر سنًا («bastard eignè») حيازة أراضي والده بعد وفاته، فإنه ينقل الأرض إلى ورثته عند وفاته، كما لو كانت حيازته للأرض قد تحولت بأثر رجعي إلى ملكية حقيقية. لن يكون للأخ الأصغر غير الشرعي («mulier puisnè») أي حق في الأرض.
كان هناك العديد من «الأبناء الطبيعيين» للملكية الاسكتلندية الذين حصلوا على مناصب أسست عائلات بارزة. في القرن الرابع عشر، وهب روبرت الثاني ملك إسكتلندا أحد أبنائه غير الشرعيين عقارات في بوت، فأسس بذلك أسرة ستيوارت في بوت، وعلى نحو مماثل، كان أحد أبناء روبرت الثالث ملك إسكتلندا من أسلاف أسرة شو ستيوارت في جرينوك.
في القانون الاسكتلندي، يتم إضفاء الشرعية على الطفل غير الشرعي، «الابن الطبيعي» أو «الابنة الطبيعية»، من خلال الزواج اللاحق لوالديه، بشرط أن يكونا أحرارًا في الزواج في تاريخ الحمل. مدد قانون التشريع (اسكتلندا) لعام 1968 إضفاء الشرعية من خلال الزواج اللاحق للوالدين من الأطفال الذين تم الحمل بهم عندما لم يكن والديهم أحرارًا في الزواج، ولكن تم إلغاء هذا في عام 2006 من خلال تعديل القسم 1 من قانون إصلاح القانون (الوالد والطفل) (اسكتلندا) لعام 1986 (كما تم تعديله في عام 2006) والذي ألغى حالة عدم الشرعية التي تنص على أن «(1) لا يجوز لأي شخص يخضع وضعه للقانون الاسكتلندي أن يكون غير شرعي ...».
قانون الشرعية لعام 1926 في إنجلترا وويلز شرّع ولادة طفل إذا تزوج الوالدان من بعضهما البعض لاحقًا، بشرط ألا يكونا متزوجين من شخص آخر في هذه الأثناء. مدد قانون الشرعية لعام 1959 الشرعية حتى لو تزوج الوالدان من آخرين في هذه الأثناء وطبقها على الزيجات المزعومة التي اعتقد الوالدان خطأً أنها صالحة. لم يغير قانون 1926 ولا قانون 1959 قوانين خلافة العرش البريطاني وخلافة ألقاب النبلاء والبارونيتية. في اسكتلندا، كان الأطفال الشرعيون من خلال الزواج اللاحق لوالديهم يحق لهم دائمًا خلافة ألقاب النبلاء والبارونيتية، ومدد قانون الشرعية (اسكتلندا) لعام 1968 هذا الحق ليشمل الأطفال الذين تم الحمل بهم عندما لم يكن والديهم أحرارًا في الزواج. سمح قانون إصلاح قانون الأسرة لعام 1969 (الفصل 46) لللقيط بالميراث في حالة عدم وجود وصية لوالديه. وفي القانون الكنسي والمدني، تم اعتبار ذرية الزيجات المفترضة شرعية أيضًا.
منذ ديسمبر 2003 في إنجلترا وويلز، وأبريل 2002 في أيرلندا الشمالية، ومايو 2006 في إسكتلندا، أصبح الأب غير المتزوج يتحمل المسؤولية الأبوية إذا كان مدرجًا في شهادة الميلاد.
في الولايات المتحدة، في أوائل سبعينيات القرن العشرين، قضت سلسلة من قرارات المحكمة العليا بأن معظم الإعاقات التي تفرض بموجب القانون العام على الأطفال غير الشرعيين غير صالحة باعتبارها انتهاكًا لبند الحماية المتساوية في التعديل الرابع عشر لدستور الولايات المتحدة. ومع ذلك، قد لا يكون الأطفال المولودون خارج إطار الزواج مؤهلين للحصول على بعض المزايا الفيدرالية (على سبيل المثال، التجنس التلقائي عندما يصبح الأب مواطنًا أمريكيًا) ما لم يتم إضفاء الشرعية على الطفل في الولاية القضائية المناسبة.
وقد ألغت العديد من البلدان الأخرى تشريعياً أي إعاقة قانونية للطفل المولود خارج إطار الزواج.[بحاجة لمصدر]
في فرنسا، بدأت الإصلاحات القانونية المتعلقة بعدم الشرعية في سبعينيات القرن العشرين، ولكن لم يتم تطبيق مبدأ المساواة بشكل كامل إلا في القرن الحادي والعشرين (من خلال القانون رقم 2002–305 الصادر في 4 مارس 2002، والذي أزال ذكر «عدم الشرعية» — البنوة الشرعية والبنوة الطبيعية؛ ومن خلال القانون رقم 2009–61 الصادر في 16 يناير 2009). في عام 2001، أجبرت المحكمة الأوروبية لحقوق الإنسان فرنسا على تغيير العديد من القوانين التي اعتبرت تمييزية، وفي عام 2013 قضت المحكمة بأن هذه التغييرات يجب أن تنطبق أيضًا على الأطفال المولودين قبل عام 2001.
في بعض البلدان، ينص قانون الأسرة نفسه صراحة على ضرورة المساواة بين الأطفال المولودين خارج إطار الزواج وداخله: في بلغاريا، على سبيل المثال، ينص قانون الأسرة الجديد لعام 2009 على «المساواة بين المولودين أثناء الزواج وخارجه والأطفال المتبنين» كأحد مبادئ قانون الأسرة.
دخلت الاتفاقية الأوروبية بشأن الوضع القانوني للأطفال المولودين خارج إطار الزواج حيز التنفيذ في عام 1978. ويتعين على البلدان التي تصادق عليها أن تضمن للأطفال المولودين خارج إطار الزواج التمتع بالحقوق القانونية المنصوص عليها في نص هذه الاتفاقية. وقد صدقت المملكة المتحدة على الاتفاقية في عام 1981 وأيرلندا في عام 1988.
في السنوات اللاحقة، تحسنت حقوق الميراث للعديد من الأطفال غير الشرعيين، وسمحت لهم تغييرات القوانين بوراثة الممتلكات. وفي الآونة الأخيرة، تم تغيير قوانين إنجلترا للسماح للأطفال غير الشرعيين بوراثة الممتلكات المترتبة عليهم، بدلاً من إخوتهم وأخواتهم الشرعيين.[بحاجة لمصدر]

## الحالة المعاصرة
وعلى الرغم من تراجع الأهمية القانونية للولادة غير الشرعية، فقد نجد استثناءً مهمًا في قوانين الجنسية في العديد من البلدان، التي لا تطبق حق الدم (الجنسية بمواطنة أحد الوالدين) على الأطفال المولودين خارج إطار الزواج، وخاصة في الحالات التي لا يكون فيها ارتباط الطفل بالبلاد إلا من خلال الأب. وهذا ينطبق، على سبيل المثال، على الولايات المتحدة، وقد أيدت المحكمة العليا دستوريته في عام 2001 في قضية نجوين ضد دائرة الهجرة والجنسية [الإنجليزية]. وفي المملكة المتحدة، تم تغيير السياسة بحيث يمكن للأطفال المولودين بعد 1 يوليو 2006 الحصول على الجنسية البريطانية من والدهم إذا كان والداؤهم غير متزوجين وقت ولادة الطفل؛ ولا يمكن للأطفال غير الشرعيين المولودين قبل هذا التاريخ الحصول على الجنسية البريطانية من خلال والدهم.

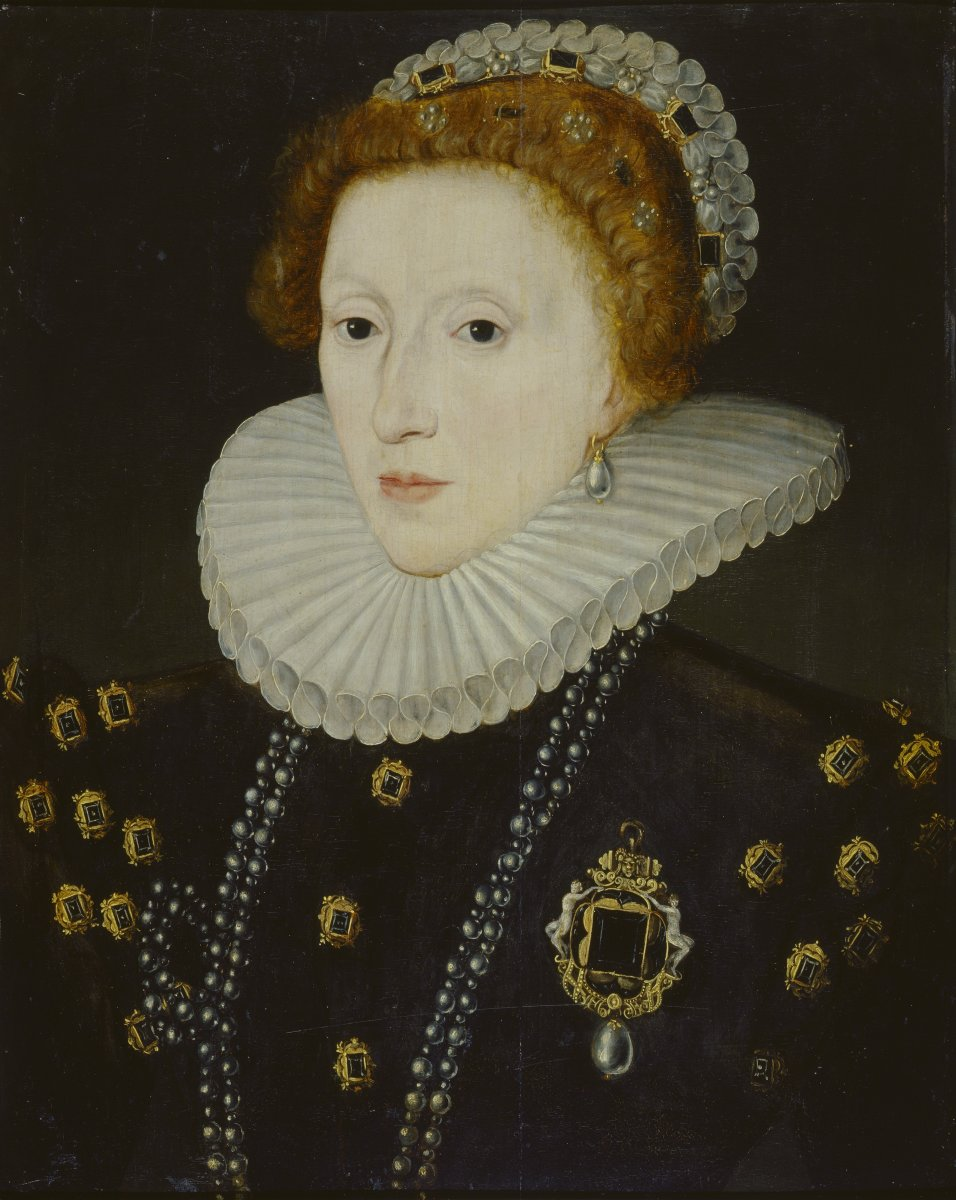
إليزابيث الأولى

لا تزال الشرعية ذات صلة أيضًا بالألقاب الوراثية، حيث يتم قبول الأطفال الشرعيين فقط في خط الخلافة. ومع ذلك، نجح بعض الملوك في الوصول إلى العرش على الرغم من الوضع المثير للجدل لشرعيتهم. على سبيل المثال، نجحت إليزابيث الأولى في الوصول إلى العرش على الرغم من اعتبارها غير شرعية قانونيًا نتيجة لإلغاء زواج والديها بعد ولادتها. كانت أختها غير الشقيقة الكبرى ماري الأولى قد اعتلت العرش قبلها في ظروف مماثلة: تم إلغاء زواج والديها للسماح لوالدها بالزواج من والدة إليزابيث.

لا يغير إبطال الزواج حاليًا من وضع شرعية الأطفال المولودين للزوجين أثناء زواجهما المفترض، أي بين حفل زفافهما وإبطال زواجهما قانونيًا. على سبيل المثال، يؤكد القانون 1137 من قانون الكنيسة الرومانية الكاثوليكية على وجه التحديد شرعية الطفل المولود في زواج تم إعلانه باطلاً بعد ولادة الطفل. كما تعمل الكنيسة الكاثوليكية على تغيير موقفها تجاه الأمهات غير المتزوجات ومعمودية الأطفال. ففي انتقاده للكهنة الذين رفضوا تعميد الأطفال المولودين خارج إطار الزواج، زعم البابا فرنسيس أن الأمهات فعلن الشيء الصحيح بمنح الحياة للطفل ولا ينبغي للكنيسة أن تتجنبهن:
في منطقتنا الكنسية يوجد كهنة لا يعمدون أطفال الأمهات العازبات لأنهم لم يولدوا في قدسية الزواج. هؤلاء هم منافقو اليوم. أولئك الذين يجعلون الكنيسة كهنوتية. أولئك الذين يفصلون شعب الله عن الخلاص. وهذه الفتاة المسكينة التي بدلاً من إعادة الطفل إلى المرسل، امتلكت الشجاعة لحمله إلى العالم، يجب أن تتجول من رعية إلى رعية حتى يتم تعميده!

## الولادات غير الزوجية

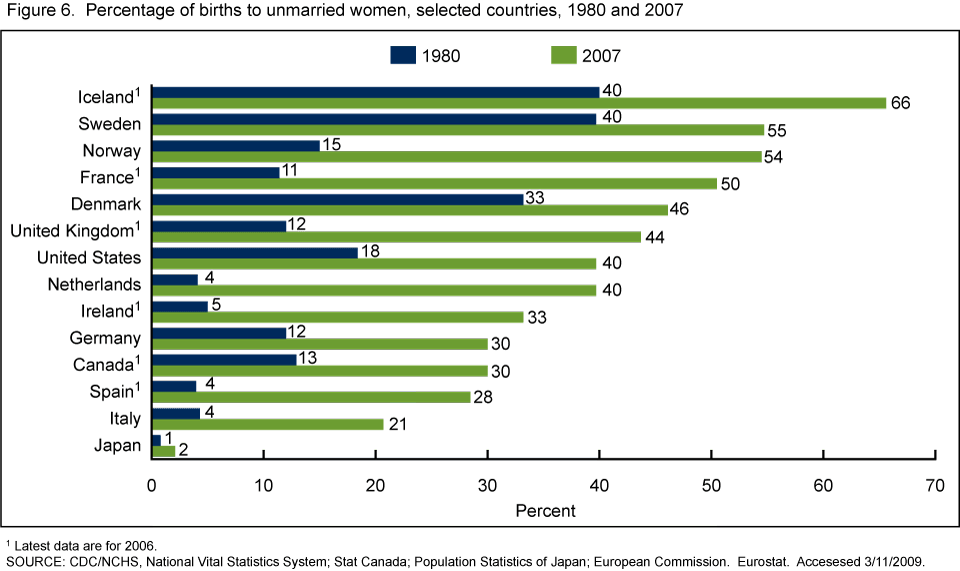
نسبة المواليد بين النساء غير المتزوجات، بلدان مختارة، 1980 و2007

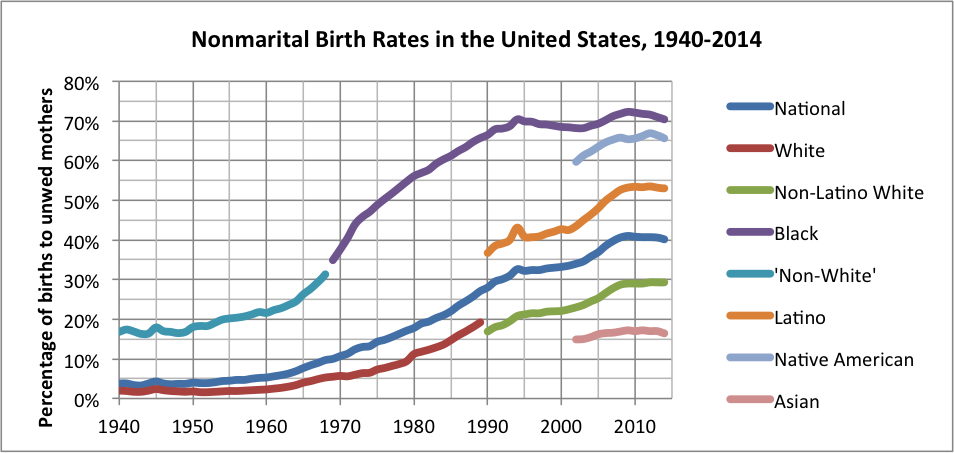
معدلات المواليد غير المتزوجين حسب العرق في الولايات المتحدة من عام 1940 إلى عام 2014. البيانات مستمدة من تقارير نظام الإحصاءات الحيوية الوطنية التي نشرها المركز الوطني لإحصاءات الصحة التابع لمراكز السيطرة على الأمراض والوقاية منها. ملاحظة: قبل عام 1969، كانت معدلات جميع الأقليات مدمجة في فئة «غير البيض».

ارتفعت نسبة الأطفال المولودين خارج إطار الزواج منذ مطلع القرن الحادي والعشرين في معظم دول الاتحاد الأوروبي، وأمريكا الشمالية وأستراليا. في أوروبا، بالإضافة إلى انخفاض مستويات معدلات الخصوبة وتأخر الأمومة، هناك عامل آخر يميز الخصوبة الآن وهو النسبة المتزايدة للمواليد خارج إطار الزواج. في الاتحاد الأوروبي، كانت هذه الظاهرة في ارتفاع في السنوات الأخيرة في كل دولة تقريبًا؛ وفي ثماني دول في الاتحاد الأوروبي، معظمها في شمال أوروبا، وكذلك في أيسلندا خارج الاتحاد الأوروبي، تمثل بالفعل غالبية المواليد.
في عام 2009، وُلِد 41% من الأطفال المولودين في الولايات المتحدة لأمهات غير متزوجات، وهي زيادة كبيرة عن نسبة 5% قبل نصف قرن. ويشمل ذلك 73% من الأطفال السود غير اللاتينيين، و53% من الأطفال اللاتينيين (من جميع الأعراق)، و29% من الأطفال البيض غير اللاتينيين. في عام 2020، كانت النسبة مماثلة تقريبًا، حيث وُلِد 40.5% من الأطفال المولودين في الولايات المتحدة لأمهات غير متزوجات.
في أبريل 2009، أعلن المركز الوطني لإحصاءات الصحة أن ما يقرب من 40 في المائة من الأطفال الأمريكيين المولودين في عام 2007 ولدوا لأم غير متزوجة؛ ومن بين 4.3 مليون طفل، وُلد 1.7 مليون طفل لوالدين غير متزوجين، بزيادة قدرها 25 في المائة عن عام 2002. معظم الولادات للمراهقين في الولايات المتحدة (86% في عام 2007) غير متزوجين؛ في عام 2007، كانت 60% من الولادات للنساء في سن 20–24، وحوالي ثلث الولادات للنساء في سن 25–29، غير متزوجين. في عام 2007، شكل المراهقون 23% فقط من الولادات غير الزوجية، بانخفاض حاد من 50% في عام 1970.[2]
في عام 2014، كان 42% من جميع المواليد في 28 دولة في الاتحاد الأوروبي غير متزوجين. وكانت النسبة أيضًا 42% في عام 2018. في عام 2018، مثلت المواليد خارج إطار الزواج غالبية المواليد في ثماني دول أعضاء في الاتحاد الأوروبي: فرنسا (60%)، وبلغاريا (59%)، وسلوفينيا (58%)، والبرتغال (56%)، والسويد (55%)، والدنمارك وإستونيا (كلاهما 54%)، وهولندا (52%). وكانت أدنى نسبة في اليونان وقبرص وكرواتيا وبولندا وليتوانيا، بنسبة أقل من 30%.
إلى حد ما، يرتبط الدين (تدين السكان – انظر الدين في أوروبا) بنسبة المواليد غير المتزوجين (على سبيل المثال، اليونان وقبرص وكرواتيا لديها نسبة منخفضة من المواليد خارج إطار الزواج)، ولكن هذا ليس هو الحال دائمًا: البرتغال (56% في عام 2018) هي من بين الدول الأكثر تديناً في أوروبا.
وتقترب نسبة المواليد غير المتزوجين أيضًا من النصف في جمهورية التشيك (48.5% في عام 2021)، والمملكة المتحدة (48.2% اعتبارًا من عام 2017) والمجر (46.7% اعتبارًا من عام 2016).
يختلف انتشار المواليد بين النساء غير المتزوجات ليس فقط بين البلدان المختلفة، بل وأيضًا بين المناطق الجغرافية المختلفة في نفس البلد: على سبيل المثال، في ألمانيا، توجد اختلافات قوية جدًا بين مناطق ألمانيا الغربية السابقة وألمانيا الشرقية ذات الأغلبية غير الدينية. يولد عدد أكبر بكثير من الأطفال خارج إطار الزواج في ألمانيا الشرقية مقارنة بألمانيا الغربية. في عام 2012، كانت 61.6% من المواليد في ألمانيا الشرقية لنساء غير متزوجات، بينما كانت النسبة في ألمانيا الغربية 28.4% فقط. في المملكة المتحدة، في عام 2014، كانت 59.4% من الولادات غير زواجية في شمال شرق إنجلترا، و58.9% في ويلز، و54.2% في شمال غرب إنجلترا، و52.4% في يوركشاير والهمبر، و52% في ميدلاند الشرقية، و50.8% في إسكتلندا، و50.4% في ويست مدلاندز، و48.5% في جنوب غرب إنجلترا، و45.5% في شرق إنجلترا، و43.2% في أيرلندا الشمالية، و42.9% في جنوب شرق إنجلترا، و35.7% في لندن.
في فرنسا، في عام 2012، كانت نسبة 66.9% من المواليد غير المتزوجين في بواتو شرنت، بينما كانت نسبة 46.6% فقط في إيل دو فرانس (التي تضم باريس). أحد أسباب انخفاض معدل انتشار المواليد غير المتزوجين في العاصمة هو العدد الكبير من المهاجرين من مناطق العالم المحافظة. في كندا، في كيبك، كانت غالبية المواليد منذ عام 1995 فصاعدًا خارج إطار الزواج. اعتبارًا من عام 2015، كانت نسبة 63% من المواليد خارج إطار الزواج في كيبيك.
الدول الكاثوليكية المحافظة تقليديًا في الاتحاد الأوروبي لديها الآن أيضًا نسب كبيرة من المواليد غير المتزوجين، اعتبارًا من عام 2016 (ما لم يُذكر خلاف ذلك): البرتغال (52.8%)، إسبانيا (45.9%)، النمسا (41.7%)، لوكسمبورغ (40.7%)، سلوفاكيا (40.2%)، أيرلندا (36.5%)، مالطا (31.8%).
إن نسبة الأطفال البكر المولودين خارج إطار الزواج أعلى بكثير (بنحو 10% في الاتحاد الأوروبي)، حيث يتم الزواج غالبًا بعد ولادة الطفل الأول. على سبيل المثال، في جمهورية التشيك، بينما يقل إجمالي المواليد غير المتزوجين عن النصف، 47.7% (الربع الثالث من عام 2015)، فإن نسبة الأطفال البكر خارج إطار الزواج تزيد عن النصف، 58.2%.
في أستراليا، في عام 1971، كانت نسبة المواليد خارج إطار الزواج 7% فقط، مقارنة بنسبة 36% في عام 2020. وكانت نسبة المواليد خارج إطار الزواج هي الأعلى في الإقليم الشمالي (59%) والأدنى في إقليم العاصمة الأسترالية (28%).
تتمتع أمريكا اللاتينية بأعلى معدلات الإنجاب خارج إطار الزواج في العالم (55–74% من جميع الأطفال في هذه المنطقة يولدون لوالدين غير متزوجين). في معظم بلدان هذه المنطقة الكاثوليكية تقليديًا، أصبح الأطفال المولودون خارج إطار الزواج هو القاعدة الآن. تُظهر الأرقام الأخيرة من أمريكا اللاتينية أن المواليد خارج إطار الزواج بلغ 74% في كولومبيا، و70% في باراغواي، و69% في بيرو، و63% في جمهورية الدومينيكان، و58% في الأرجنتين، و55% في المكسيك في البرازيل، ارتفعت المواليد خارج إطار الزواج إلى 65.8% في عام 2009، ارتفاعًا من 56.2% في عام 2000. في تشيلي، ارتفعت المواليد خارج إطار الزواج إلى 70.7% في عام 2013، ارتفاعًا من 48.3% في عام 2000.
وحتى في أوائل تسعينيات القرن العشرين، كانت هذه الظاهرة شائعة جدًا في أمريكا اللاتينية. على سبيل المثال، في عام 1993، بلغت نسبة المواليد خارج إطار الزواج في المكسيك 41.5%، وفي تشيلي 43.6%، وفي بورتوريكو 45.8%، وفي كوستاريكا 48.2%، وفي الأرجنتين 52.7%، وفي بليز 58.1%، وفي السلفادور 73%، وفي سورينام 66%، وفي بنما 80%.
الولادات خارج إطار الزواج أقل شيوعًا في آسيا: في عام 1993 كان المعدل في اليابان 1.4%؛ وفي إسرائيل 3.1%؛ وفي الصين 5.6%؛ وفي أوزبكستان 6.4%؛ وفي كازاخستان 21%؛ وفي قرغيزستان 24%. ومع ذلك، في الفلبين، بلغ معدل المواليد خارج إطار الزواج 37% في الفترة 2008–2009، ثم ارتفع إلى 52.1% بحلول عام 2015.

## عدم الشرعية السرية
إن عدم الشرعية الخفي هو الموقف الذي ينشأ عندما يكون الشخص الذي يُفترض أنه والد الطفل (أو والدته) ليس في الواقع الأب البيولوجي (أو الأم). يُفترض أحيانًا أن تصل هذه النسبة إلى 30% في وسائل الإعلام، لكن البحث الذي أجراه عالم الاجتماع مايكل جيلدينج تعقب هذه المبالغات إلى ملاحظة غير رسمية في مؤتمر عام 1972.
يمكن اكتشاف حالات عدم الشرعية غير المتوقعة في سياق الفحص الجيني الطبي، وفي أبحاث الأسماء العائلية الجينية، وفي اختبارات الهجرة. تُظهِر مثل هذه الدراسات أن حالات عدم الشرعية الخفية في الواقع أقل من 10% بين السكان الأفارقة الذين تم أخذ عينات منهم، وأقل من 5% بين السكان الأمريكيين الأصليين والبولينيزيين الذين تم أخذ عينات منهم، وأقل من 2% بين سكان الشرق الأوسط الذين تم أخذ عينات منهم، وبشكل عام 1%–2% بين العينات الأوروبية.

## أسباب ارتفاع معدلات المواليد غير المتزوجين
ارتبط ارتفاع حالات الزواج غير الشرعي الملحوظة في بريطانيا طوال القرن الثامن عشر بظهور فرص عمل جديدة للنساء، مما جعلهن أقل اعتمادًا على دخل الزوج. ومع ذلك، سعى قانون الزواج لعام 1753 إلى الحد من هذه الممارسة، من خلال الجمع بين الأزواج والأعراس؛ وبحلول بداية القرن التاسع عشر، نصت الأعراف الاجتماعية على أن تكون العرائس عذراوات عند الزواج، وأصبح الزواج غير الشرعي أكثر تثبيطًا اجتماعيًا، وخاصة خلال العصر الفيكتوري. في وقت لاحق من القرن العشرين، بدأت التغييرات الاجتماعية في الستينيات والسبعينيات في عكس هذا الاتجاه، مع زيادة في العيش المشترك وتكوين الأسرة البديلة. في أماكن أخرى في أوروبا وأمريكا اللاتينية، ارتبطت الزيادة في المواليد غير المتزوجين منذ أواخر القرن العشرين بالعلمانية، وتعزيز حقوق المرأة ومكانتها في المجتمع، وسقوط الدكتاتوريات الاستبدادية.
قبل تفكك الأنظمة الماركسية اللينينية في أوروبا، كانت مشاركة المرأة في القوى العاملة موضع تشجيع نشط من قبل معظم الحكومات، لكن الأنظمة المحافظة اجتماعيًا مثل نظام نيكولاي تشاوتشيسكو مارست سياسات تقييدية وولادية فيما يتعلق بالتكاثر الأسري، مثل الحظر الكامل على وسائل منع الحمل والإجهاض، وكانت معدلات المواليد خاضعة لسيطرة صارمة من قبل الدولة. بعد تفكك تلك الأنظمة، مُنح السكان المزيد من الخيارات حول كيفية تنظيم حياتهم الشخصية، وفي مناطق مثل ألمانيا الشرقية السابقة، ارتفع معدل المواليد خارج الزواج بشكل كبير: اعتبارًا من عام 2012، كان 61.6% من المواليد خارج الزواج. كما سقطت أنظمة اليمين المتطرف مثل أنظمة إسبانيا الفرانكوية وإستادو نوفو في البرتغال، مما أدى إلى إضفاء الطابع الديمقراطي على المجتمع وتحريره. في إسبانيا والبرتغال، تضمنت التغييرات القانونية المهمة خلال السبعينيات والثمانينيات تشريع الطلاق، وإلغاء تجريم الخيانة الزوجية، وإدخال المساواة بين الجنسين في قانون الأسرة، وإزالة الحظر المفروض على وسائل منع الحمل.
في العديد من البلدان، كان هناك انفصال بين الزواج والخصوبة، حيث لم يعد الاثنان مرتبطين ارتباطًا وثيقًا—حيث أصبحت الولادات للأزواج غير المتزوجين، وكذلك الأزواج المتزوجين بلا أطفال، أكثر شيوعًا وأكثر قبولًا اجتماعيًا. وقد ساهمت في هذه التغييرات المجتمعية إضعاف المعايير الاجتماعية والقانونية التي تنظم الحياة الشخصية والعلاقات بين الناس، وخاصة فيما يتعلق بالزواج، والعلمانية وانخفاض سيطرة الكنيسة على الإنجاب، وزيادة مشاركة المرأة في القوى العاملة، والتغيرات في معنى الزواج، والحد من المخاطر، والفردية، وتغيير وجهات النظر حول الجنس الأنثوي، وتوافر وسائل منع الحمل. ظهرت مفاهيم جديدة، مثل حقوق الإنجاب، على الرغم من أن هذه المفاهيم لم تقبلها جميع الثقافات. بموجب مفاهيم حقوق الإنجاب والجنس، يجب على الأفراد—وليس الدولة أو الكنيسة أو المجتمع، وما إلى ذلك—أن يقرروا ما إذا كان الأفراد سينجبون أطفالًا ومتى، وعددهم وفترة الإنجاب، والظروف التي يكون فيها الأفراد نشطين جنسيًا أو لا، واختيارهم للشركاء الحميمين ونوع العلاقة.
يُقال إنه في بعض الأماكن التي كانت سيطرة الكنيسة (خاصة الكنيسة الرومانية الكاثوليكية) فيها قوية تقليديًا، أدت التغييرات الاجتماعية في الستينيات والسبعينيات إلى رد فعل سلبي من السكان ضد أنماط الحياة التي تروج لها الكنيسة. أحد تفسيرات المعدلات المرتفعة الحالية للتعايش غير المتزوج في كيبك هو أن السيطرة الاجتماعية القوية تقليديًا للكنيسة والعقيدة الكاثوليكية على العلاقات الخاصة للناس والأخلاق الجنسية دفعت السكان إلى التمرد ضد القيم الاجتماعية التقليدية والمحافظة؛ منذ عام 1995، كانت غالبية المواليد في هذه المقاطعة خارج إطار الزواج، واعتبارًا من عام 2015، في كيبيك، وُلد 63% من الأطفال لنساء غير متزوجات. شهدت العقود القليلة الماضية انخفاضًا في معدلات الزواج في معظم الدول الغربية، وكان هذا الانخفاض مصحوبًا بظهور متزايد لأشكال الأسرة غير التقليدية. انخفضت معدلات الزواج المتوسطة في بلدان منظمة التعاون الاقتصادي والتنمية من 8.1 زواجًا لكل 1000 شخص في عام 1970 إلى 5.0 في عام 2009.
وخلصت الأبحاث التي أجريت حول الوضع في بلغاريا إلى أن:
[إن ارتفاع معدلات العيش المشترك دون زواج] يُظهِر أن العديد من الناس لا يولون أهمية كبيرة لما إذا كان اتحادهم زواجًا قانونيًا أو اتحادًا بالتراضي. وهذا [يشير] إلى تغيرات واضحة في توجهات القيم لدى [الناس] [...] وتراجع الضغوط الاجتماعية المشجعة على الزواج.

## التاريخ

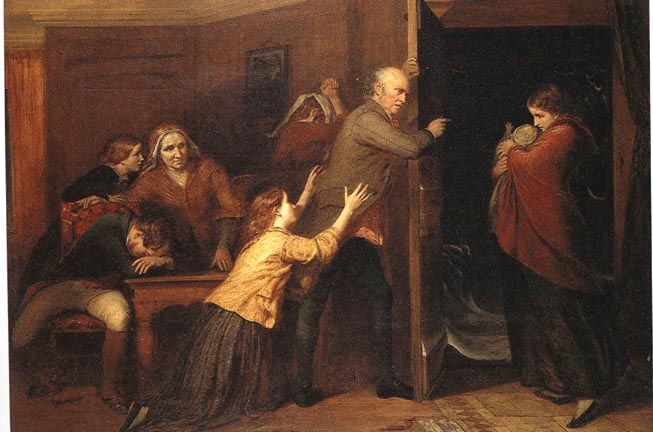
المنبوذ، بقلم ريتشارد ريدجريف، 1851. يطرد أحد الآباء ابنته وطفلها غير الشرعي من منزل العائلة.

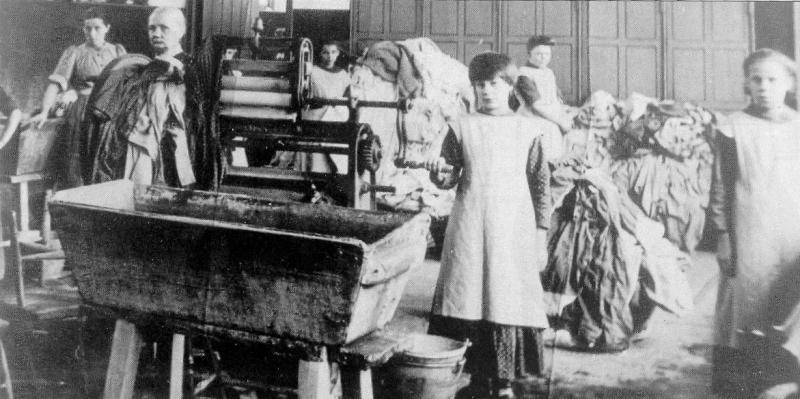
كانت مغاسل المجدلية مؤسسات قائمة منذ القرن الثامن عشر وحتى أواخر القرن العشرين، في مختلف أنحاء أوروبا وأمريكا الشمالية، حيث كانت تُحتجز «النساء الساقطات»، بما في ذلك الأمهات غير المتزوجات. الصورة: مغاسل المجدلية في أيرلندا، حوالي أوائل القرن العشرين.

لقد كان التأكد من الأبوة أمراً مهماً في مجموعة واسعة من العصور والثقافات، وخاصة عندما كان الميراث والجنسية على المحك، مما جعل تتبع تركة الرجل ونسبه جزءاً أساسياً مما يحدد الولادة «الشرعية». وقد أكد المثل اللاتيني القديم «Mater semper certa est» («هوية الأم مؤكدة دائماً»، في حين أن الأب ليس كذلك) على هذه المعضلة.
في القانون العام الإنجليزي، أصدر القاضي إدوارد كوك في عام 1626 «قاعدة البحار الأربعة» (extra quatuor maria) التي تؤكد أنه في غياب استحالة أن يكون الأب خصيبًا، هناك افتراض بأن الأبوة هي أن طفل المرأة المتزوجة هو طفل زوجها. يمكن التشكيك في هذا الافتراض، على الرغم من أن المحاكم كانت عمومًا تنحاز إلى الافتراض، وبالتالي توسيع نطاق الافتراض إلى «قاعدة البحار السبعة». ولكن لم يكن من المطلوب إجراء حفل زفاف رسمي وعلني بموجب القانون المدني إلا مع قانون الزواج لعام 1753، في حين كان الزواج في السابق يتمتع بملاذ آمن إذا تم الاحتفال به في كنيسة أنجليكانية. ومع ذلك، حدثت العديد من الزيجات «السرية».
في العديد من المجتمعات، لم يكن للأشخاص المولودين خارج إطار الزواج نفس حقوق الميراث مثل أولئك الذين ولدوا داخل إطار الزواج، وفي بعض المجتمعات، حتى نفس الحقوق المدنية.[أي منها؟] في المملكة المتحدة والولايات المتحدة، حتى أواخر الستينيات وفي طبقات اجتماعية معينة حتى اليوم، حملت الولادة غير الزوجية وصمة اجتماعية. في القرون السابقة تعرضت الأمهات غير المتزوجات لضغوط اجتماعية للتخلي عن أطفالهن للتبني. في حالات أخرى، تم تربية الأطفال غير المتزوجين من قبل الأجداد أو الأقارب المتزوجين باعتبارهم «أخوات» أو «إخوة» أو «أبناء عمومة» للأمهات غير المتزوجات.
في معظم الولايات القضائية الوطنية، يمكن تغيير وضع الطفل باعتباره وريثًا شرعيًا أو غير شرعي—في أي اتجاه—بموجب القانون المدني: يمكن لقانون تشريعي أن يحرم الطفل من الشرعية؛ وعلى العكس من ذلك، فإن الزواج بين الوالدين غير المتزوجين سابقًا، عادة في غضون فترة زمنية محددة، مثل عام واحد، يمكن أن يضفي الشرعية بأثر رجعي على ولادة الطفل.
في كثير من الأحيان، لم يتعرض آباء الأطفال غير الشرعيين إلى قدر مماثل من اللوم أو المسؤولية القانونية، وذلك بسبب المواقف الاجتماعية تجاه الجنس، وطبيعة التكاثر الجنسي، وصعوبة تحديد الأبوة على وجه اليقين.
بحلول الثلث الأخير من القرن العشرين، اعتمدت جميع الولايات في الولايات المتحدة قوانين موحدة نصت على مسؤولية كلا الوالدين عن توفير الدعم والرعاية للطفل، بغض النظر عن الحالة الزوجية للوالدين، ومنح الأشخاص غير المتزوجين وكذلك المتبنين حقوقًا متساوية في وراثة ممتلكات والديهم. في أوائل سبعينيات القرن العشرين، ألغت سلسلة من قرارات المحكمة العليا معظم، إن لم يكن كل، الإعاقات القانونية العامة للولادة غير الزوجية، باعتبارها انتهاكات لبند الحماية المتساوية في التعديل الرابع عشر لدستور الولايات المتحدة. بشكل عام، في الولايات المتحدة، حلت عبارة «المولود خارج إطار الزواج» محل عبارة «غير الشرعي».
وعلى النقيض من ذلك، تميل ولايات قضائية أخرى (خاصة في بلدان أوروبا الغربية القارية) إلى تفضيل الأبوة الاجتماعية على الأبوة البيولوجية. وهنا قد يعترف الرجل (ليس بالضرورة الأب البيولوجي) طواعية بأن الطفل هو الأب، وبالتالي يضفي الشرعية على الطفل؛ ولا يتمتع الأب البيولوجي بأية حقوق خاصة في هذا المجال. وفي فرنسا، قد ترفض الأم الاعتراف بطفلها (انظر الولادة المجهولة).
كان من بين العوامل المساهمة في تراجع مفهوم عدم الشرعية زيادة سهولة الحصول على الطلاق. فقبل ذلك، لم يكن بوسع الأم والأب أن يتزوجا من بعضهما البعض لأن أحدهما كان ملزماً قانوناً، بموجب القانون المدني أو الكنسي، بزواج سابق غير قابل للاستمرار لا يسمح بالطلاق. وكان ملاذهما الوحيد، في كثير من الأحيان، هو الانتظار حتى وفاة الزوج أو الزوجين السابقين. وهكذا لم يتمكن الزعيم السياسي والعسكري البولندي يوزف بيوسودسكي (1867–1935) من الزواج من زوجته الثانية، ألكسندرا، حتى توفيت زوجته الأولى، ماريا، في عام 1921؛ وبحلول هذا الوقت، كان بيلسودسكي وأليكساندرا قد أنجبا ابنتين غير شرعيتين.

## الآثار الاجتماعية

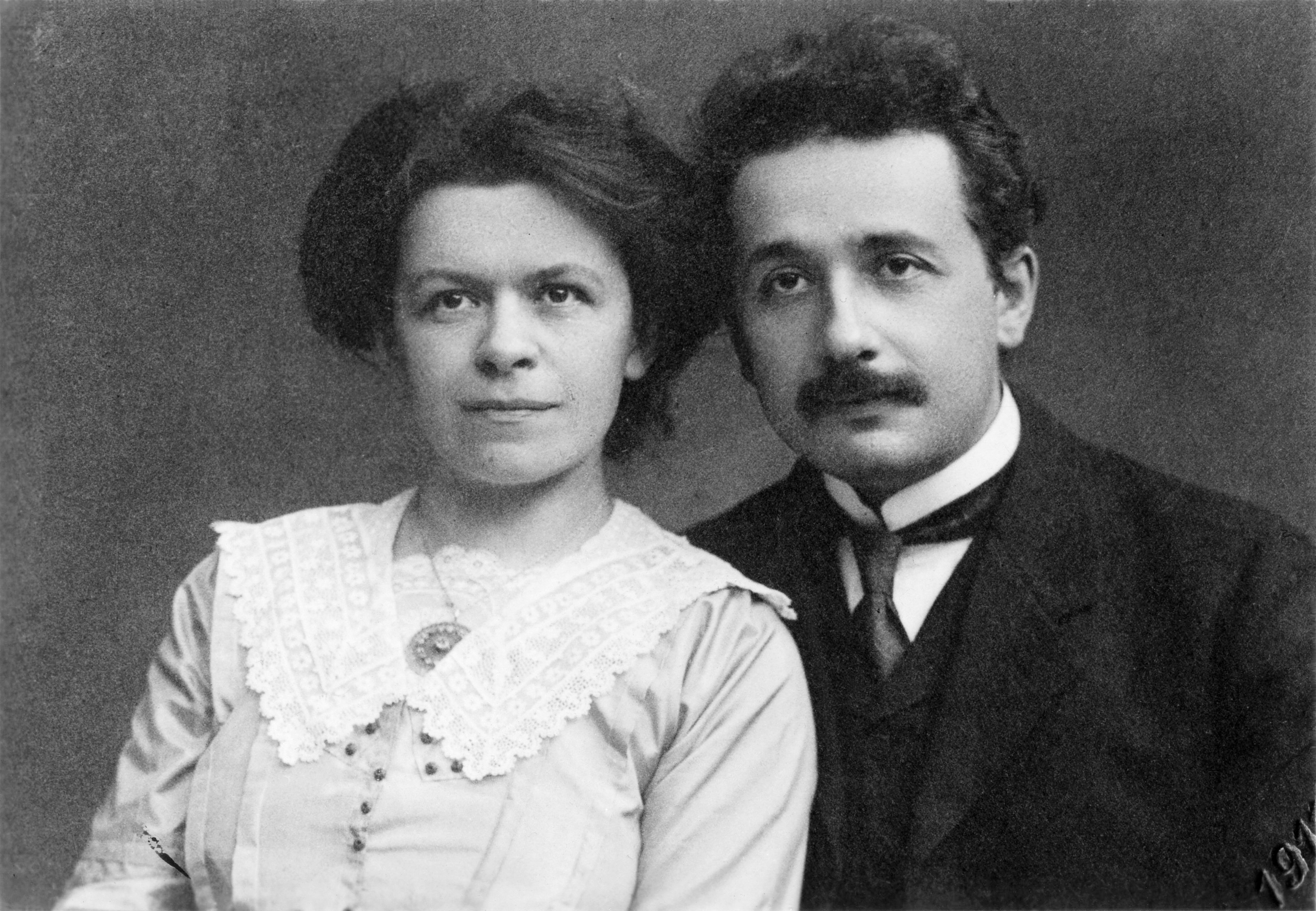
ميلفا ماريك وألبرت أينشتاين، 1912

لم تؤثر الولادة غير الشرعية على الأفراد أنفسهم فحسب. ويتضح الضغط الذي كانت تفرضه مثل هذه الظروف المتعلقة بالولادة على الأسر بانتظام في حالة ألبرت أينشتاين وزوجته المستقبلية ميلفا ماريك، التي شعرت—عندما حملت بأول أطفالهما الثلاثة، ليزيرل—بأنها مضطرة إلى الحفاظ على مساكن منفصلة في مدن مختلفة.

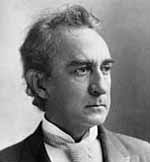
إدوين بوث

وقد دفع بعض الأشخاص المولودين خارج إطار الزواج إلى التفوق في مساعيهم، سواء أكان ذلك للأفضل أم للأسوأ، بدافع الرغبة في التغلب على الوصمة الاجتماعية والحرمان المرتبطين بذلك. تروي نورا تيتون في كتابها أفكاري دامية كيف دفع العار والطموح اللذين شعر بهما ابنا الممثل جونيوس بروتوس بوث المولودان خارج إطار الزواج، إدوين بوث وجون ويلكس بوث، إلى السعي، كمنافسين، لتحقيق الإنجازات والشهرة—جون ويلكس، قاتل أبراهام لينكون، وإدوين، أحد أعضاء الاتحاد الذي أنقذ حياة ابن لينكولن، روبرت تود لينكولن، في حادث سكة حديدية قبل عام.

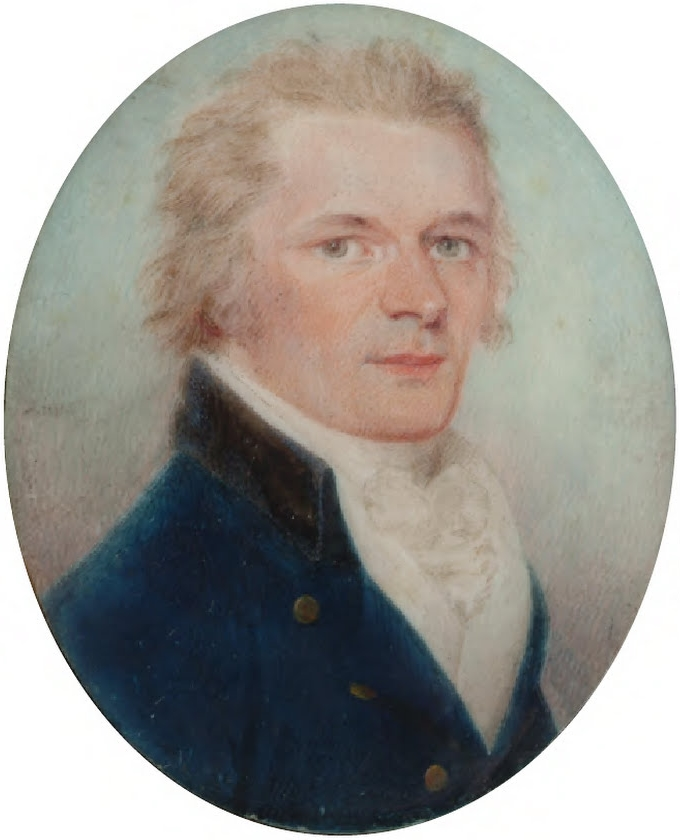
ألكسندر هاميلتون، 1790

ويؤكد المؤرخ جون فيرلينج في كتابه جيفرسون وهاملتون: التنافس الذي شكل أمة نفس النقطة: وهي أن ميلاد ألكسندر هاميلتون غير المتزوج حفزه على السعي إلى الإنجاز والتميز. وكان الفنان السويدي أندرس زورن (1860–1920) مدفوعًا بنفس الطريقة بمولده غير المتزوج لإثبات نفسه والتفوق في مهنته.

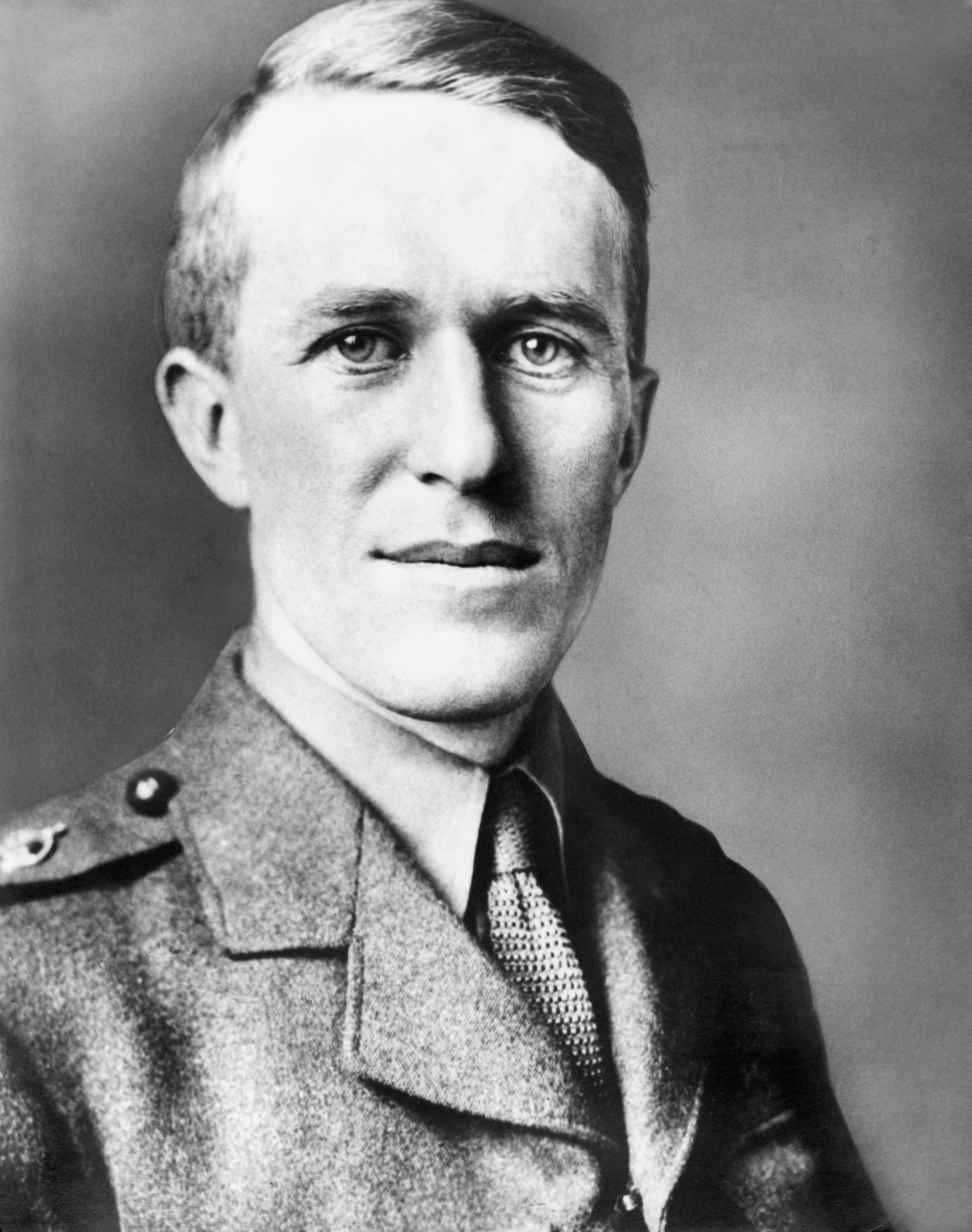
توماس إدوارد لورنس

وعلى نحو مماثل، كتبت فلورا أرميتاج، كاتبة سيرة توماس إدوارد لورنس، عن ولادته خارج إطار الزواج: «كان تأثير هذا الاكتشاف على [ت. إ.] لورنس عميقًا؛ فقد أضاف إلى الرغبة الرومانسية في السلوك البطولي—حلم السانجريال—بذرة الطموح، والرغبة في الشرف والتميز: تخليص الدم من وصمة العار».
ويكتب كاتب سيرة آخر، جون إي ماك، على نفس المنوال: «[طلبت] والدته منه أن يفتدي حالتها المتدهورة بإنجازاته الخاصة، وأن يكون شخصًا ذا قيمة غير عادية ويحقق أعمالًا عظيمة، ويفضل أن تكون دينية ويفضل أن تكون بطولية. بذل لورانس قصارى جهده لتحقيق الأعمال البطولية. لكنه ابتلي، وخاصة بعد أن نشطت أحداث الحرب صراعاته الداخلية، بإحساس عميق بالفشل. وبعد أن خُدِع في طفولته، شعر لاحقًا أنه كان مخادعًا – وأنه خدع العرب ...» «لم يتحقق أمل السيدة لورانس الأصلي في أن يوفر أبناؤها فداءً شخصيًا لها من خلال أن يصبحوا مبشرين مسيحيين إلا من خلال [شقيق لورانس] روبرت».
ويضيف ماك مزيداً من التفصيل: «إن جزءاً من إبداعه وأصالته يكمن في 'عدم انتظامه'، وفي قدرته على البقاء خارج طرق التفكير التقليدية، وهو الميل الذي... ينبع، على الأقل جزئياً، من عدم شرعيته. إن قدرة لورنس على الإبداع وقدرته على رؤية العلاقات غير العادية أو الفكاهية في المواقف المألوفة تأتي أيضاً... من عدم شرعيته. لم يكن محصوراً في حلول أو طرق راسخة أو 'مشروعة' للقيام بالأشياء، وبالتالي كان عقله منفتحاً على مجموعة أوسع من الاحتمالات والفرص. [في الوقت نفسه] كان لعدم شرعية لورنس عواقب اجتماعية مهمة وفرض قيوداً عليه، مما أزعجه بشدة... في بعض الأحيان شعر بالعزلة الاجتماعية عندما نبذه أصدقاؤه القدامى عند معرفة خلفيته. إن متعة لورنس في السخرية من الضباط النظاميين وغيرهم من شرائح المجتمع 'العادي'... تنبع... على الأقل جزئياً من نظرته الداخلية لوضعه غير المنتظم. تقلبه بشأن الأسماء التي يطلقها على نفسه [غير اسمه مرتين لإبعاد نفسه عن «إن شخصية «لورنس العرب» مرتبطة بشكل مباشر... بوجهة نظره تجاه والديه وتعاطفه معهما [لقد غير والده اسمه بعد هروبه مع والدة تي إي لورنس المستقبلية].»

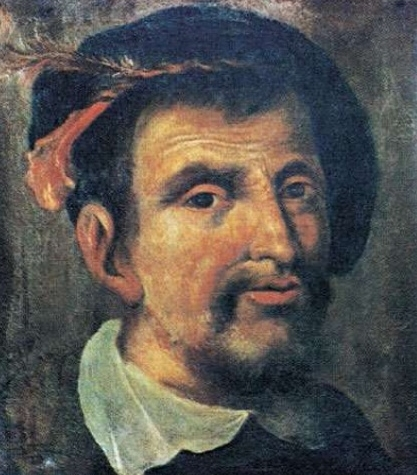
فرناندو (هرناندو) كولومبوس

كان دييغو كولومبوس، الابن البكر لكريستوفر كولومبوس (ولد بين عامي 1474 و1480؛ توفي عام 1526)، من زوجة كولومبوس، فيليبا مونيز بيريستريلو، قد سار على خطى والده ليصبح ثاني أميرال لجزر الهند، ونائب الملك الثاني لجزر الهند، والحاكم الرابع لجزر الهند. أما الابن الثاني لكولومبوس، فرديناند كولومبوس (المعروف أيضًا باسم هيرناندو؛ 1488–1539)، فكان ابنه غير الشرعي من بياتريس إنريكيز دي أرانا، ورغم أنه نشأ مع قدر لا بأس به من السلطة والامتياز، إلا أنه بسبب ظروف ولادته لم يكتسب أبدًا الشهرة التي اكتسبها والده. يقول كاتب سيرة هيرناندو كولومبوس إدوارد ويلسون لي إن هيرناندو «كان يريد دائمًا أن يثبت أنه ابن أبيه في الروح. [لذلك] شرع في تنفيذ المشروع الاستثنائي [المتمثل في] بناء مكتبة عالمية [ستحتوي] على كل كتاب في العالم... [لقد] رأى في هذا المشروع نظيرًا لرغبة والده في الإبحار حول العالم.... كان هيرناندو يعتزم بناء مكتبة عالمية من شأنها أن تدور حول عالم المعرفة».
ومع ذلك، أدرك أن مثل هذه المجموعة الكبيرة من الكتب لن تكون مفيدة جدًا بدون طريقة لتنظيمها وتقطيرها، لذا وظف جيشًا من القراء لقراءة كل كتاب وتقطيره إلى ملخص قصير، أو «ملخص». وكانت النتيجة هي Libro de los Epitomes (كتاب الملخصات). بعد وقت قصير من وفاة هيرناندو في عام 1539 عن عمر يناهز 50 عامًا، اختفى هذا المجلد لمدة 500 عام تقريبًا – حتى تم اكتشافه بالصدفة في عام 2019 في مجموعة خاصة بجامعة كوبنهاغن. لقد ضاعت الآن العديد من المنشورات المطبوعة المبكرة التي يلخصها كتاب الملخصات؛ ولكن بفضل محب الكتب غير الشرعي هيرناندو كولومبوس، الحريص على محاكاة والده وأخيه غير الشقيق «الشرعي» بطريقته الخاصة، أصبحت رؤى لا تقدر بثمن متاحة في معرفة وفكر العصر الحديث المبكر.

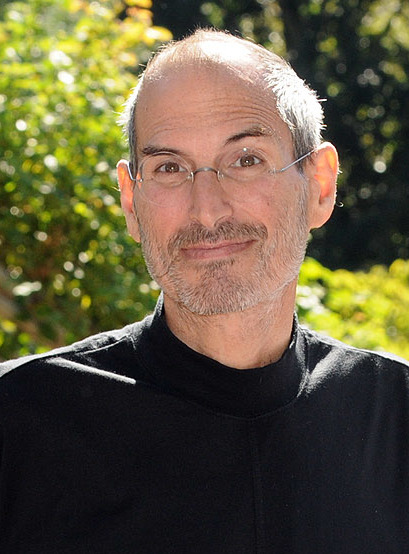
ستيف جوبز

في الآونة الأخيرة، كان تبني ستيف جوبز بسبب حالة عدم زواج والديه البيولوجيين مؤثرًا على حياته ومسيرته المهنية. لقد اعترف لأصدقائه المقربين أنه كان مدفوعًا بالألم الذي شعر به بسبب وضعه للتبني وعدم معرفته من هم والديه البيولوجيين.

## العنف وجرائم الشرف
في حين تعتبر الولادات خارج إطار الزواج مقبولة في العديد من مناطق العالم، إلا أنها تظل في بعض أجزاء العالم وصمة عار شديدة. غالبًا ما تتعرض النساء اللاتي يلدن في مثل هذه الظروف للعنف على أيدي أسرهن؛ وقد يصبحن ضحايا لما يسمى بجرائم الشرف. قد تتم مقاضاة هؤلاء النساء أيضًا بموجب القوانين التي تحظر العلاقات الجنسية خارج إطار الزواج وقد يواجهن عقوبات لاحقة، بما في ذلك الرجم.

## في الخيال
لقد كانت مسألة عدم الشرعية لقرون عديدة بمثابة دافع وعنصر مؤامرة لأعمال خيالية لمؤلفين بارزين، بما في ذلك وليم شكسبير، بنجامين فرانكلين، هنري فيلدنغ، فولتير، جاين أوستن، ألكسندر دوماس الأب، تشارلز ديكنز، ناثانيال هاوثورن، ويلكي كولينز، أنتوني ترولوب، ألكسندر دوماس الابن، جورج إليوت، فكتور هوغو، ليو تولستوي، إيفان تورغينيف، فيودور دوستويفسكي، توماس هاردي، ألفونس دوديه، بوليسلاف بروس، هنري جيمس، جوزيف كونراد، إدوارد مورغان فورستر، سي. إس. فورستر، مارسيل بانيول، غريس ميتاليوس، جون إيرفنج، وجورج ر. ر. مارتن.

## الشخصيات البارزة
بعض الأفراد المعاصرين في فترة ما قبل القرن العشرين الذين لم تمنعهم أصولهم «غير الشرعية» غير التقليدية من تقديم (وفي بعض الحالات ساعدتهم في إلهامهم لتقديم) مساهمات ملحوظة في فن أو تعلم البشرية، ومن بينهم  (1404–1472)، ليوناردو دا فينشي (1452–1519)، إيراسموس روتردام 1466–1536)، جان لو رون دالمبير (1717–1783)، ألكسندر هاميلتون (1755 or 1757–1804)، جيمس سميثسون (1764–1829)، جون جيمس أودوبون (1785–1851)، ألكسندر هيرزن (1812–1870)، جيني ليند (1820–1887)، وألكسندر دوماس الابن (1824–1895).

## ببليوغرافيا
- Flora Armitage, The Desert and the Stars: a Biography of Lawrence of Arabia, illustrated with photographs, New York, هنري هولت وشركاه, 1955.
- Andrzej Garlicki, "Piłsudski, Józef Klemens," Polski słownik biograficzny, vol. XXVI, فروتسواف، Polska Akademia Nauk, 1981, pp. 311–24.
- Shirley Foster Hartley, Illegitimacy, University of California Press, 1975.
- Alysa Levene, Thomas Nutt & Samantha Williams, eds. Illegitimacy in Britain, 1700–1920. Palgrave Macmillan؛ 2005 [cited 24 September 2011]. (ردمك 978-1-4039-9065-5).
- جون إدوارد ماك. A Prince of Our Disorder: The Life of T. E. Lawrence. دار نشر جامعة هارفارد؛ 1998 [cited September 24, 2011]. (ردمك 978-0-674-70494-7).
- تشارلز سيميك, "You Laugh Uncontrollably" (review of Bohumil Hrabal, Mr. Kafka and Other Tales from the Time of the Cult, translated from the Czech by Paul Wilson، New Directions, 142 pp., $14.95 [paper]), نيويورك ريفيو أوف بوكس, vol. LXIII, no. 8 (May 12, 2016), pp. 58–60.
- Jenny Teichman. Illegitimacy: an examination of bastardy. دار نشر جامعة كورنيل  [لغات أخرى]‏; 1982 [cited September 24, 2011]. (ردمك 978-0-8014-1491-6).
- Nora Titone, My Thoughts Be Bloody: The Bitter Rivalry between Edwin and John Wilkes Booth that Led to an American Tragedy, New York, Simon and Schuster, 2010 [cited September 24, 2011], (ردمك 978-1-4165-8605-0).

## وصلات خارجية
- Percentage of Births to Unmarried Mothers by State: 2014 (distribution of births outside marriage across the United States)
- Cuckolded fathers rare in human populations
- أري شابيرو, "Christopher Columbus' Son Had an Enormous Library. Its Catalog Was Just Found", All Things Considered، الإذاعة الوطنية العامة newscast, 24 April 2019
- The Psychological Effects of Being an Illegitimate Child - Low self-esteem, trust issues, and identity problems